# Арвер (Жиронда)
Арвер (фр. Arveyres) насеље је и општина у југозападној Француској у региону Аквитанија, у департману Жиронда која припада префектури Либурн.
По подацима из 2011. године у општини је живело 1.883 становника, а густина насељености је износила 109,03 становника/km². Општина се простире на површини од 17,27 km². Налази се на средњој надморској висини од 9 метара (максималној 41 m, а минималној 1 m).

## Демографија
| 1962. | 1968. | 1975. | 1982. | 1990. | 1999. | 2011. |
| ----- | ----- | ----- | ----- | ----- | ----- | ----- |
| 1.605 | 1.726 | 1.757 | 1.849 | 1.819 | 1.624 | 1.883 |

График промене броја становника у току последњих година